# إدي سيجورا
إدي سيجورا (بالإسبانية: Eddie Segura) (2 فبراير 1997 في كولومبيا - ) هو لاعب كرة قدم كولومبي في مركز الدفاع.

## وصلات خارجية
- إدي سيجورا على موقع الدوري الأمريكي (الإنجليزية)
- إدي سيجورا على موقع قاعدة بيانات كرة القدم.إي يو (الإنجليزية)
- إدي سيجورا على موقع Soccerway.com (الإنجليزية)
- إدي سيجورا على موقع عالم كرة القدم.نت (الإنجليزية)